# Transgender Health
Transgender Health — рецензований науковий журнал, що виходить раз на два місяці та присвячений темі здоров'я трансгендерів. Журнал був заснований у 2016 році та видається Mary Ann Liebert. Головний редактор Роберт Гарофало (Північно-Західний університет).